# Aeonium sedifolium
Aeonium sedifolium, jedna od 89 priznatih vrsta iz roda Aeonium, porodica tustikovki, podrijetlom s Kanarskih otoka.

## Opis
Aeonium sedifolium je sukulentna trajnica gusto razgranatog grmića do 40 cm. Može se lako prepoznati po gustom, patuljastom obliku i vrlo malim sjajnim ljepljivim listovima označenim grimiznim linijama na vrhu. Aeonium sedifolium je Aeonium s najmanjim listovima koji se često uzgaja. Izvedenica specifičnog imena: 'sedifolium' dolazi od 'Sedum', koji je još jedan rod iz obitelji Crassulaceae, i 'folius', što znači "lišće", tj. ima lišće slično sedumu. Cvjetovi su žute boje.
Listovi: 7-15 mm dugi, 4-10 mm široki, 3-5 mm debeli, jajasti ili obrnuto jajasti, sjajni, fino dlakavi, žilavi i ljepljivi, zeleni do žućkastozeleni, donja strana s crvenkastim prugama, prošarana s mnogo smeđih linija blizu vrha. Dlačice na lišću (višestanični trihomi) su mikroskopski nevidljive golim okom.
Cvatovi: mlitavi, obično sa 6 do 15 cvjetova.
Slične vrste: Aeonium sedifolium blisko je povezan s A. saundersii. Obje vrste savijaju svoje mlado lišće u okruglastu strukturu tijekom sušne sezone, ali Aeonium sedifolium ima manje (obično manje od 1 cm) i deblje (obično više od 3 mm) lišće s blijedocrvenkaste taninske pruge odozdo. Poznato je da Aeonium sedifolium hibridizira s A. canariense var. palmensis, A. davidbramwellii, A. goochiae, A. haworthii i A. urbicum. Broj kromosoma: 2n = 18.

## Sinonimi
- Aeonium decorum var. sedifolium (Webb ex Bolle) Pit. & Proust
- Aichryson sedifolium Webb ex Bolle; Bonplandia (Hannover) 7: 242 (1859)
- Greenovia sedifolia (Webb ex Bolle) Webb; Bot. Jahrb. 9: 115 (1888)
- Sempervivum masferreri Hillebr.; Anales Soc. Esp. Hist. Nat. 10: 137 (1881)
- Sempervivum sedifolium (Webb ex Bolle) Christ; Bot. Jahrb. 9: 161 (1888)